# Центральний інститут післядипломної педагогічної освіти
Центральний інститут післядипломної педагогічної освіти (ЦІПО) — це структурний підрозділ ДЗВО «Університет менеджменту освіти» Національної академії педагогічних наук України. 

## Загальна інформація
Ліцензія Міністерства освіти і науки України:
- серія ВКД-К №110282 від 19 липня 2000 р.;
- серія АБ №298126 від 07.11.2005 р.

### Основні напрями діяльності інституту
- післядипломна підготовка, перепідготовка, підвищення кваліфікації, спеціалізація, стажування керівних, педагогічних, науково-педагогічних кадрів галузі освіти відповідно до виданих ліцензій, згідно з державним замовленням і договірними зобов'язаннями;
- проведення науково-дослідної роботи з проблем розвитку післядипломної освіти та ін.;
- науково-методичне забезпечення післядипломної освіти та координація наукової, науково-методичної роботи закладів, установ післядипломної освіти;
- інформаційне забезпечення установ та закладів освіти України з метою створення єдиного освітнього простору, поширення передових педагогічних технологій;
- проведення експертної оцінки поданих на ліцензування та акредитацію матеріалів закладів освіти різних форм власності;
- співробітництво в галузі післядипломної освіти із зарубіжними науковими центрами та закладами освіти, обмін інформацією, відрядження працівників на основі обмінів, створення спільних навчальних та науково-методичних центрів, розробка та реалізація міжнародних програм і проектів та ін.;
- здійснення міжнародних зв'язків та зовнішньоекономічної діяльності в галузі післядипломної освіти з установами зарубіжних країн на основі прямих зв'язків, створення спільних навчальних, науково-методичних центрів та інших підрозділів

## Сторінки історії
ЦІППО є правонаступником Центрального інституту підвищення кваліфікації керівних працівників народної освіти Міністерства освіти Української РСР (Постанова Ради Міністрів і ЦК КП УРСР від 27.12.1952 р.). Директорами інституту були: Томашевський Володимир Антонович (1953-1954 рр.), Бондар Андрій Дмитрович (1954-1955 рр.,) Гуленко Іван Север'янович (1955-1968 рр.) 
Перетворення в Центральний інститут удосконалення вчителів Міністерства освіти УРСР відбулося у 1962 році (Постанова Ради Міністрів УРСР № 523 від 10.05.1962 р.). На даному етапі інститутом керували: Нікітенко Василь Петрович (1968-1973 рр.), Ніколаєнко Іван Власович (1974-1975 рр.), Гончар Оксентій Денисович (1975-1979 рр.), Жерносек Іван Пилипович (1979-1992 рр.). 
Українським інститутом підвищення кваліфікації керівних кадрів освіти Міністерства освіти України він став у 1992 році під керівництвом Мадзігона Василя Миколайовича (1992-1993 рр.). У 1993-1999 роках керівником інституту був Дробноход Микола Іванович. За його часів відбулася реорганізація інституту в Державну Академію керівних кадрів освіти (Постанова Кабінету Міністрів України № 526 від 29.05.1997 р.).
У 1999 році Постановою Кабінету Міністрів України від 22 липня 1999 року № 1327 було створено Центральний інститут післядипломної педагогічної освіти АПН України. Ректором був призначений Олійник Віктор Васильович, який працював на цій посаді та на посаді ректора Університету менеджменту освіти до листопада 2017 року.
На основі злиття Донецького інституту післядипломної освіти інженерно-педагогічних працівників та Центрального інституту післядипломної педагогічної освіти АПН України утворено Державний вищий навчальний заклад «Університет менеджменту освіти» (розпорядження Кабінету Міністрів України від 08.11.2007 № 969-р, постанова Президії Академії педагогічних наук України від 13.11.2007 № 1-7/12-348).

## Структура

### Факультети
- Факультет підвищення кваліфікації керівних кадрів освіти
- Факультет менеджменту та психології

### Кафедри
- Кафедра менеджменту освіти
- Кафедра теорії та методики післядипломної освіти
- Кафедра інформаційних і телекомунікаційних технологій
- Кафедра професійної освіти
- Кафедра права та безпеки життєдіяльності
- Кафедра економіки та управління персоналом
- Кафедра Педагогіки вищої школи та прикладної психології
  - Секція фундаментальних дисциплін
  - Секція дисциплін прикладної психології
  - Секція педагогіки та психології вищої школи
  - Секція «Організаційної психології»
- Кафедра систем відкритої освіти
- Кафедра економіки та маркетингу
- Кафедра фундаментальних та загальнофахових дисциплін
- Кафедра психології
- Кафедра філософії освіти

### Центри
- Центр координації діяльності закладів післядипломної педагогічної освіти та міжнародного співробітництва
- Центр педагогічних інновацій та інформації
- Центр дистанційного навчання
- Центр психологічного консультування

### Наукові та інші підрозділи
- Науковий відділ
- Відділ організації навчального процесу
- Відділ діагностики та корекції навчального процесу
- Відділ маркетингу
- Редакційний відділ
- Бібліотека
- Відділ засобів навчання та інженерно-технічного обслуговування
- Відділ роботи з персоналом
- Адміністративно-господарський відділ